# Новочебоксарск

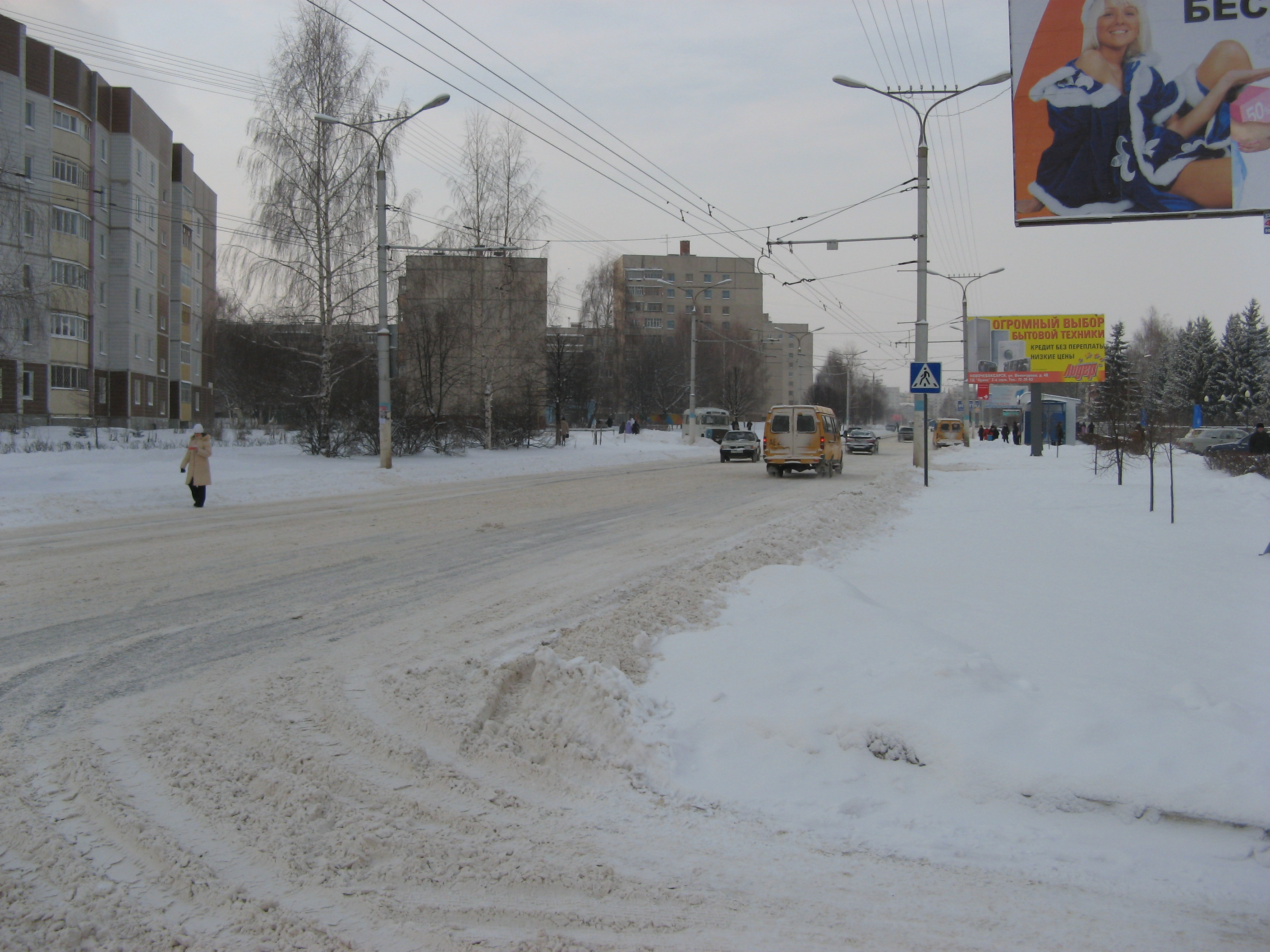
Улица в Новочебоксарске зимой

Новочебокса́рск (чув. Ҫӗнӗ Шупашкар) — город в Чувашской Республике Российской Федерации. Административный центр Городского округа город Новочебоксарск Чувашской Республики.

## Этимология
Возник в 1960 году как посёлок строителей Чебоксарской ГЭС, спутник города Чебоксары, что и определило его название. С 1965 года официально город Новочебоксарск.

## История
Земля, занимаемая Новочебоксарском, имеет древнюю историю. Археологами обнаружены 2 стоянки древних людей, относящиеся к эпохе каменного века (13,5 тыс. лет до н. э.), в этом районе. Первая стоянка расположена вдоль левого берега реки Цивиль — бывшее село Яндашево (ныне в черте города), вторая — выше устья реки Цивиль на берегу Волги (деревня Иваново). Курганы бронзового века имеются при селениях Юраково, Банново (ныне в черте Новочебоксарска). Селище бронзового века было у села Яндашево.
По археологическим данным, по реке Большой Цивиль чувашские селения стали появляться ещё с X века — времени образования Волжской Булгарии. В XIII—XIV веках шло сплошное заселение бассейна Большого и Малого Цивилей булгаро-чувашами.
Новочебоксарск начали возводить в 1960 году, когда вокруг больших городов создавались города спутники. Первоначально он так и назывался «Спутник». 18 ноября 1960 года бригада бетонщиков В. Н. Никифорова «Стройтреста № 4» уложила первые кубометры бетона в фундамент первого дома (ныне дом № 18 по Коммунистической ул.).
Новочебоксарск начали возводить в 1960 году в связи со строительством химического комбината. С ростом города в него были включены окрестные деревни — Банново, Ельниково, Яндашево, Анаткасы, Цыганкасы, Иваново, Чёдино, Юраково и ряд других. Днём рождения города принято считать 18 ноября 1960 года.
5 июля 1962 года Исполком Чебоксарского горсовета принял решение: «Первой улице, застроенной многоэтажными домами параллельно защитной зоне от кирпичного завода в городе Спутник (Новый промышленный район) присвоить имя Курчатова — знаменитого ученого физика атомника и впредь именовать улица Курчатова».
И лишь 12 июля 1962 года Чебоксарский горисполком решил «во изменения ранее принятого решения первую улицу в Новопромышленном районе наименовать Коммунистической».
Состоялось торжественное открытие первой улицы. От неё берет начало наш город. Здесь почти каждому зданию присвоен эпитет «первый»: первый дом и первая школа, первый клуб и первая библиотека, первая баня и первый ресторан, первый городской рынок и первое пассажирское депо и т. д.
В тех далеких 60-х, когда Новочебоксарска ещё не было на географических картах, люди мечтали о новом, прекрасном, светлом, благоустроенном городе. И их мечта стала явною. Строился, зримые очертания обретал город Спутник. Надежными, неустающими руками выводили его на орбиту трудовые, энергичные люди.
Новочебоксарск, возникший как часть г. Чебоксары, в первые 5 лет являлся его спутником.
Первоначально город хотели назвать Ильичёвск, но 11 августа 1965 года президиум Верховного Совета Чувашской_АССР принял постановление «Об образовании в Чувашской АССР города Новочебоксарска». 27 сентября 1965 г. на основании Указа Президиума Верховного Совета РСФСР Новочебоксарск получил статус города. 27 декабря 1971 года Президиум Верховного Совета РСФСР издал Указ «Об отнесении города Новочебоксарска Чувашской АССР к категории городов республиканского (ЧАССР) подчинения)».
В 1977 г. в средней школе N 6 открыта школа искусств. На трех её отделениях хореографическом, художественном, и музыкальном занимаются 160 учащихся.
В 1979 г. открылась фабрика ремонта и изготовления мебели.
В 1980 г. состоялось открытие первой очереди Новочебоксарского спорткомплекса.
В 1988 г. в Ельниковском микрорайоне открылась автостанция, которая имеет удобные выходы и основным автомагистралям.
В 1992 г. открылась первая в республике библиотека национального и духовного возрождения. Посетители могут в ней не только познакомятся с книжными новинками, но и посмотреть записанные на видеомагнитофон выступления фольклорных ансамблей.
В сентябре 1992 город посетил Президент России Б. Н. Ельцин.
Город строился и расширялся очень быстрыми темпами. Уже в 1978 году состоялся митинг, посвящённый вводу в эксплуатацию первого миллиона квадратных метров жилья. В 1979 запустили троллейбусы. 29 октября 1983 года родился стотысячный житель.
2005 год Решением Новочебоксарского городского Собрания депутатов от 9 февраля 2005 года утверждены новый герб и флаг Новочебоксарска.
23 марта 2005 года герб и флаг города внесены в Государственный геральдический регистр.
2 марта 2008 года прошёл референдум по объединению городов Чебоксары и Новочебоксарск в один городской округ. Большинство новочебоксарцев проголосовало против объединения.
С 2015 года День города отмечается в последнее воскресенье августа.

## Физико-географическая характеристика

### Географическое положение
Расположен в 17 км от столицы Чувашской Республики — г. Чебоксары, на правом берегу реки Волги. Имеет выгодное транспортно-географическое положение, так как плотина Чебоксарской ГЭС служит также и автодорожным мостом (запущен в эксплуатацию 29 июля 1994 г.) обеспечивая связь с другими городами северной части Волго-Вятского региона. Город имеет свой речной порт, который осуществляет грузовые перевозки. Грузовая железная дорога превратила Новочебоксарск в один из крупных экономических центров на Волге.
Городская черта утверждена в декабре 1998 года. Город делится на три жилых района: Восточный, Южный, Западный. В них 18 микрорайонов.

### Часовой пояс

Город Новочебоксарск, как и вся Чувашская Республика, находится в часовом поясе, обозначаемом по международному стандарту как Moscow Time Zone (MSK). Смещение относительно UTC составляет +3:00. Время в Новочебоксарске соответствует географическому поясному времени.

### Климат
Климат города умеренно континентальный со всеми присущими ему особенностями: умеренно-жарким летом и холодной зимой с неустойчивой погодой, с частыми осадками в виде дождей и снега, туманами и солнечными днями. Летом температура в среднем достигает 25-35 градусов, зимой — 20 −25 градусов. С каждым годом зима становится мягче, тепло в основном несут южные и юго-западные ветры, дожди и холода — северные и северо-западные циклоны.
| Показатель                    | Янв.  | Фев.  | Март | Апр. | Май  | Июнь | Июль | Авг. | Сен. | Окт. | Нояб. | Дек.  |
| ----------------------------- | ----- | ----- | ---- | ---- | ---- | ---- | ---- | ---- | ---- | ---- | ----- | ----- |
| Средний суточный максимум, °C | −9,4  | −7,4  | −1,5 | 8,5  | 18,4 | 22,2 | 24,2 | 22,0 | 15,5 | 6,6  | −1,2  | −6,2  |
| Средний суточный минимум, °C  | −16,4 | −14,1 | −8,5 | 0,4  | 7,7  | 11,9 | 14,4 | 12,4 | 7,2  | 0,8  | −5,8  | −12,2 |
| Норма осадков, мм             | 30    | 24    | 24   | 35   | 40   | 66   | 71   | 64   | 54   | 53   | 43    | 34    |
| Источник: "Климат Чувашии"    |       |       |      |      |      |      |      |      |      |      |       |       |

### Гидрография
Основная река — Волга с притоками (Цивиль и Кукшум).

### Рельеф
Рельеф представляет собой волнистую, местами всхолмлённую равнину, расчленённую долинами рек Кукшум, ручьями и многочисленными оврагами. В районе города развиты экзогенные геологические процессы: оврагообразование, оползневые процессы, заболачивание, затопление пониженных участков.

### Экологическое состояние
Экологическая ситуация в различных районах города неоднородна и зависит от двух основных факторов: выбросов от стационарных источников загрязнения и автотранспорта. Основным преимуществом, связанным с чистотой воздуха в городе, является благоприятное размещение селитебной зоны по отношению к основному промышленному району.

## Население
| 1967     | 1970     | 1973     | 1975     | 1976     | 1979     | 1985     | 1986     | 1987     | 1989     | 1990     | 1991     |
| -------- | -------- | -------- | -------- | -------- | -------- | -------- | -------- | -------- | -------- | -------- | -------- |
| 24 000   | ↗38 864  | ↗54 000  | ↗72 000  | →72 000  | ↗85 307  | ↗107 000 | ↘105 000 | ↗109 000 | ↗114 760 | ↗118 000 | ↗119 000 |
| 1992     | 1993     | 1994     | 1995     | 1996     | 1997     | 1998     | 1999     | 2000     | 2001     | 2002     | 2003     |
| ↗121 000 | →121 000 | ↗122 000 | ↗124 000 | ↗125 000 | ↘123 200 | ↗124 000 | ↘123 600 | ↘123 400 | ↗124 200 | ↗125 857 | ↗125 900 |
| 2004     | 2005     | 2006     | 2007     | 2008     | 2009     | 2010     | 2011     | 2012     | 2013     | 2014     | 2015     |
| ↘125 300 | ↗125 500 | →125 500 | ↗126 000 | ↗126 300 | ↗126 885 | ↘124 097 | ↗124 100 | ↘124 063 | ↘123 922 | ↗123 992 | ↗124 869 |
| 2016     | 2017     | 2018     | 2019     | 2020     | 2021     | 2024     | 2025     |          |          |          |          |
| ↗125 489 | ↗126 072 | ↗126 626 | ↗126 794 | ↗127 226 | ↘120 375 | ↗120 499 | ↘120 361 |          |          |          |          |

На 1 января 2025 года по численности населения город находился на 142-м месте из 1124 городов Российской Федерации. Город является вторым по величине и значению городом республики Чувашия.
Национальный состав
В национальном составе города преобладают чуваши. На втором месте — русские, на третьем — татары (около 5 тысяч). Всего же встречаются представители ещё примерно 50 национальностей — мордва, марийцы, украинцы, белорусы и другие.

## Символика
Официальной символикой города в соответствии с уставом являются герб и флаг.

### Герб города
Автор герба Новочебоксарска — местный геральдист Вадим Анатольевич Шипунов. Герб утверждён 9 февраля 2005 года и внесён в Государственный геральдический регистр под № 1799.
«Золотое стропило, обременённое тремя летящими утками, держащими в клювах зелёные дубовые ветви».
1993
Предыдущий герб города был утверждён в 1993 году.
«Герб города Новочебоксарска представляет собой изображение золотого окаймлённого геральдического щита с красной стилизованной орнаментальной чувашской символикой. Герб увенчан эмблемой „три солнца“, что символизирует принадлежность Чувашской Республике. Орнаментальная символика в центре образно выражает хозяйку города химиков и электроэнергетиков. Щит окаймлён лазурным цветом» (описание герба). Автор герба — Разин В. И.

### Флаг города
Геральдическое описание Флага:
«Прямоугольное полотнище жёлтого цвета с отношением высоты к длине 2:3. К верхним углам прилегают два поля синего цвета в форме прямоугольных треугольников, катетами которых являются стороны полотнища (длина катетов: по верхней грани полотнища — 1/2 длины полотнища, по боковым граням полотнища — 2/3 высоты полотнища). К нижней грани полотнища прилегает поле зелёного цвета в форме равнобедренного треугольника, основанием которого является нижняя грань полотнища, стороны параллельны гипотенузам полей синего цвета, вершина располагается на вертикальной оси полотнища, а высота составляет 1/3 высоты полотнища. На жёлтой части полотнища — три лазоревых летящих к древу утки, держащих в клювах зелёные дубовые ветви: одна в центре и две ниже неё, приближенные к нижним углам полотнища.» (описание флага).

## Органы власти

### Местное самоуправление
Новочебоксарское городское Собрание депутатов Чувашской Республики;
Главы города Новочебоксарск Чувашской Республики
Администрация города Новочебоксарск Чувашской Республики
- с сентября 2020 — Игорь Анаков[50]
- с октября 2020 — Алексей Ермолаев[51]
- с 27 октября 2022 года — Олег Аркадьевич Матвеев (врио)[52][53]

Главы администрации
- с июня 2016 года — Игорь Борисович Калиниченко[54].
- с июня 2017 года — Ольга Викторовна Чепрасова[55].
- с декабря 2020 года — Павел Владимирович Семёнов[56].
- с 10 августа 2021 года по октябрь 2023 года — Дмитрий Александрович Пулатов[57][58].

### Административное деление
В состав Новочебоксарска входят 3 административных района: Восточный, Южный, Западный. Они делятся на 18 микрорайонов. В состав городского округа также входят следующие населённые пункты: Ольдеево, Банново, Иваново и дачные посёлки при коллективном саде «Надежда» и Левобережный.

## Экономика

### Бюджетная сфера
| год             | 2004  | 2005  | 2006  | 2007  | 2008   | 2009   | 2010   | 2011  | 2012  | 2013   | 2014   |
| --------------- | ----- | ----- | ----- | ----- | ------ | ------ | ------ | ----- | ----- | ------ | ------ |
| доходная часть  | 648,9 | 705,3 | 734,1 | 827,7 | 1066,1 | 1198,6 | 1183,6 | 951,6 | 891,5 | 1372,5 | 1337,8 |
| расходная часть | 682,3 | 737,8 | 773,1 | 856,7 | 1132,8 | 1238,6 | 1214,3 | 991,6 | 916,5 | 1432,5 | 1384,9 |

Данные, представленные в абсолютных величинах, соответствуют единице измерения — 1 млн руб.

### Промышленность
| Отрасли                                           | Предприятия |
| ------------------------------------------------- | --- |
| Машиностроение и металлообработка                 | ООО «Унитех», ООО «Авиатор» |
| Химическая и нефтеперерабатывающая промышленность | ПАО «Химпром», ООО «Перкарбонат», ЗАО «ДюПон Химпром», ЗАО «СВ-Сервис», ЗАО НПП «Спектр».                                                                    |
| Лёгкая промышленность                             | ООО «Швейная фабрика „Пике“», ЗАО «Элита», ЗАО «Статус-плюс».                                                                                                |
| Реклама и полиграфия                              | Студия «Полиграф Сервис» |
| Промышленность стройматериалов                    | ОАО «ИСК», Асфальтобетонный завод ОАО «Дорисс», ОАО «Гидромеханизация», ОАО Фирма «Шевле», ОАО «Стройдеталь» (закрыт в 2013), ОАО «НЗСМ», ОАО «Железобетон». |
| Электроэнергетика                                 | Новочебоксарская ТЭЦ-3, Чебоксарская ГЭС |

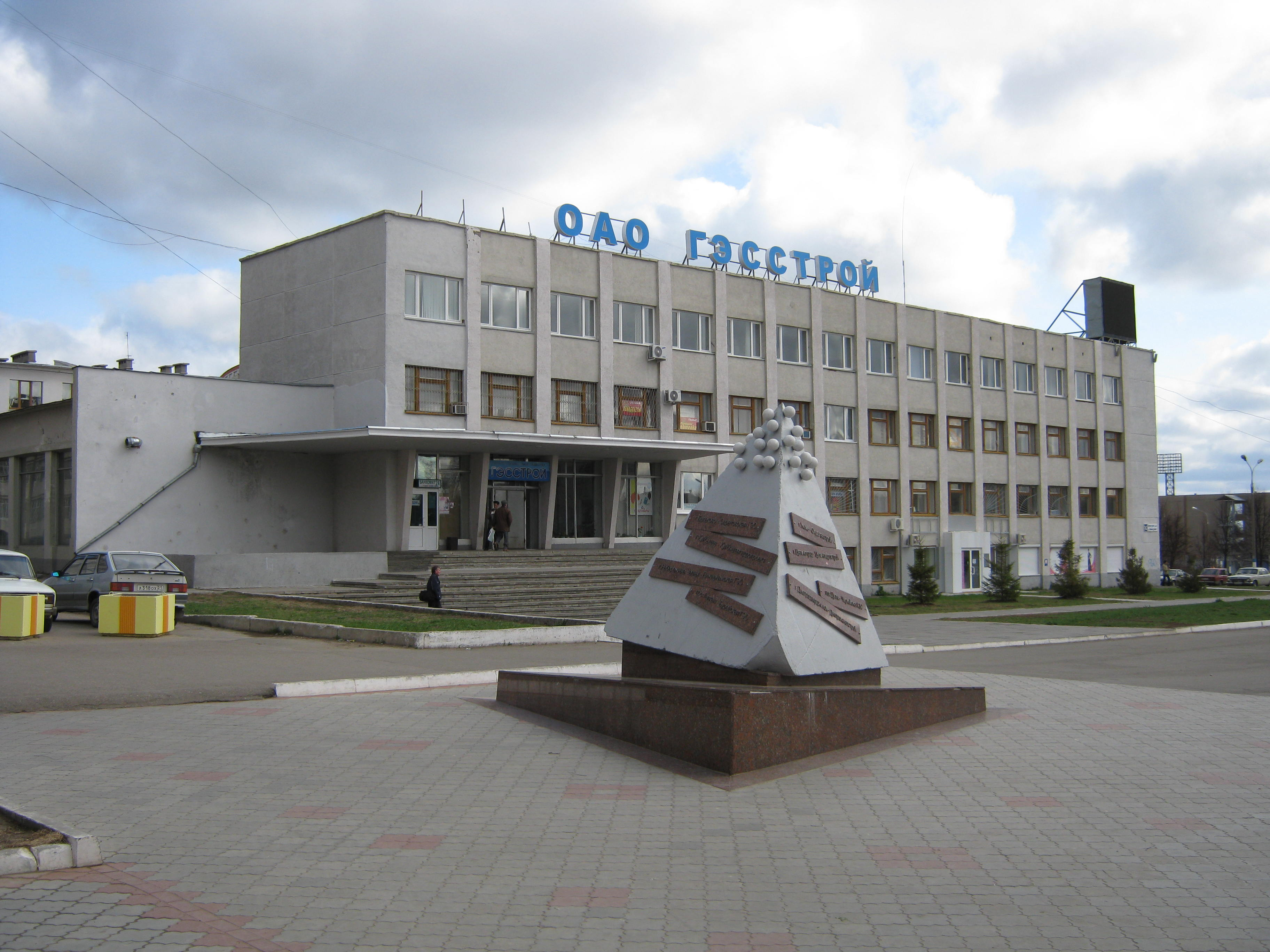
ОАО «ГЭСстрой»

За 2009 год по предприятиям обрабатывающих производств объём отгруженных товаров собственного производства, выполненных работ и услуг собственными силами составил 9,2 млрд рублей. Пищевая промышленность: ОАО «Новочебоксарская макаронная фабрика „Россиянка“» (закрыта), ОАО «САН ИнБев» филиал в г. Новочебоксарск (в 2013 закрыт), ОАО «Новочебоксарский хлебозавод» (закрыт), ОАО «Комбинат напитков» (закрыт).

### Торговля и сфера услуг
ТЦ Новочебоксарска
| - ТК «Олимп» - ТКЦ «Новый Континент» - ТК «7я» - ТК «Галина» - ТВЦ «Заря» | - ТК «Центр» - ТК «Первомайский» - ТЦ «Анна» - ТЦ «Экспресс» - ТЦ «Пять звёзд» - ТЦ «Эссен» | - ТК «Пассаж» - ТК «Арена» - ТД «Дубрава» - ТД «Рынок Новочебоксарска» |

Кроме того, в Новочебоксарске функционируют гипермаркет «Магнит», а также 88 продуктовых магазинов, 79 магазинов «Промтовары», смешанных — 10, торговых домов — 19. На январь 2009 года в городе насчитывалось 13 оптовых предприятий. На территории города функционируют торговые сети, работающих в различных сегментах потребительского рынка: «Mascot», «Магнит», «DNS», «Ситилинк», «Стройландия», «Fix Price» и другие.

### Финансовая сфера
В городе действуют филиалы многих крупнейших российских коммерческих банков. В Новочебоксарске расположены офисы банков: «Ак Барс Банк», «Сбербанк», «Мегаполис» (закрыт), «Девон-Кредит», «ВТБ 24», «Связь-Банк», «Промсвязьбанк», «Банк Авангард», «Россельхозбанк» и других кредитно-финансовых учреждений.

## Транспорт

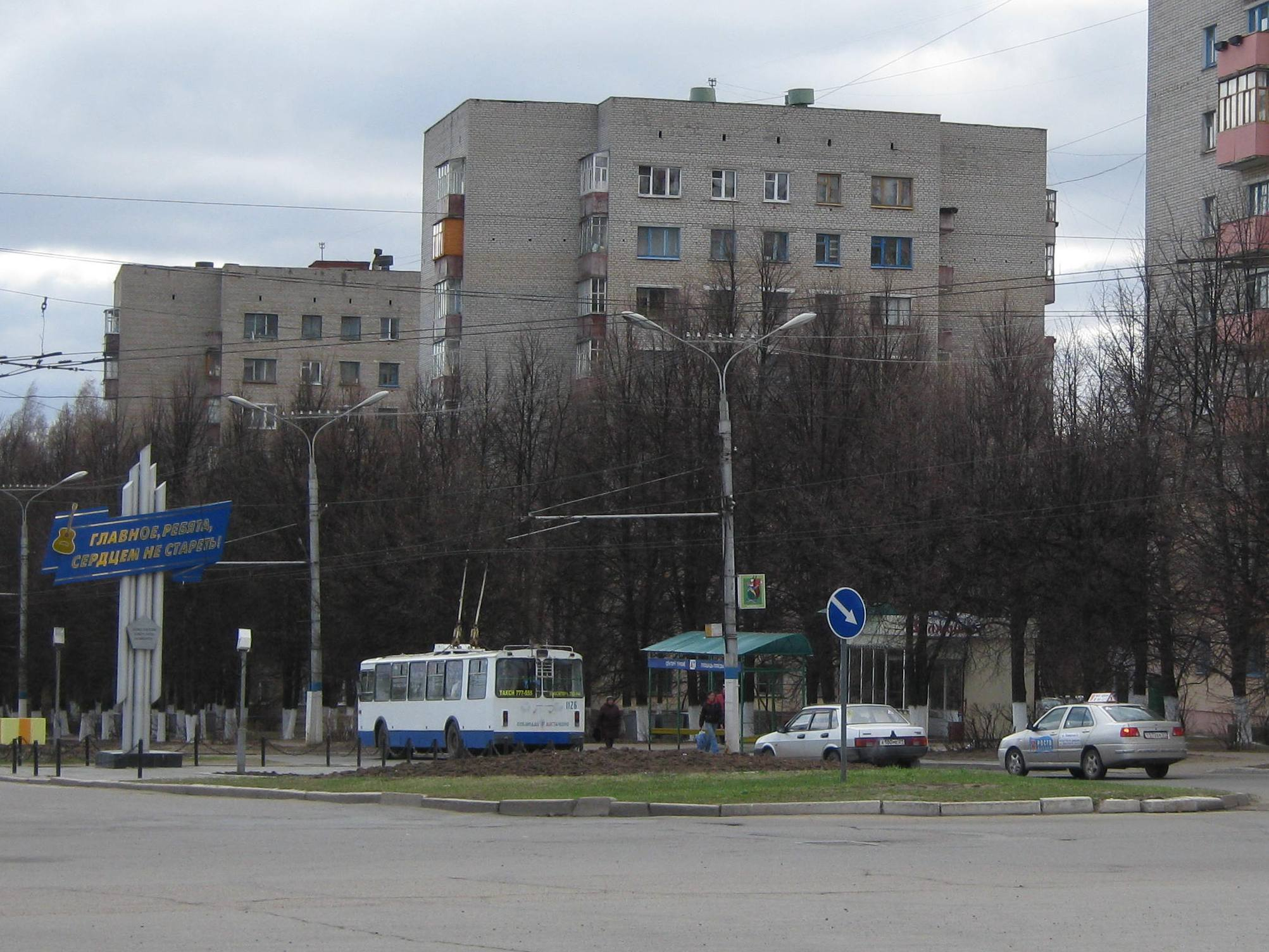
На улице Ж. Крутовой

Через город проходят грузовая железная дорога Новочебоксарск — Чебоксары-2, дорога федерального значения Р176 «Вятка», а также судоходный путь по реке Волга. В промзоне размещаются ст. Промышленная и ст. Пассажирская, к которым примыкают подъездные железнодорожные пути предприятий города. Транспортное сообщение с соседним Марпосадским районом осуществляется по основной республиканской автодороге Новочебоксарск — Марпосад — «Волга». Стоимость проезда в электротранспорте составляет 20 рублей, а в маршрутных такси в пределах города — 24.
Основными транспортными учреждениями города являются:
1. центральная автостанция,
2. речной вокзал (закрыт),
3. железнодорожная грузовая станция[66],
4. ООО «Коммерческие маршрутные перевозки»,
5. Новочебоксарское муниципальное унитарное предприятие троллейбусного транспорта[67],
6. Новочебоксарское ПАТП (филиал ГУП «Чувашавтотранс»).

Автобусный транспорт
| Общее кол-во автобусов | 98 ед. |
| ---------------------- | ------ |
| городские маршруты     | 4      |
| пригородные маршруты   | 32     |
| междугородные          | 11     |
| межобластные           | 7      |

| №  | маршрут | кол-во машин на линии |
| -- | --- | --------------------- |
| 13 | Химтехникум — мкр. Иваново — ООО «Нерудстром»                                                                                       | 1                     |
| 16 | мкр. Юраково — Пионерская ул. — Ельниковский пр. — Восточная ул. — д. Ольдеево — к/с Дружба — д. Липово — ст. кладбище — к/с Липово | 2                     |
| 21 | маг. Сокол — ул. Винокурова — Ельниковский пр. — Восточная ул. — д. Ольдеево — к/с Дружба — д. Липово — ст. кладбище — к/с Липово   | 2/4(выход.)           |
| 22 | ул. Воинов-Интернационалистов — ул. 10-й Пятилетки — НПАТП — ТЭЦ-3 — АО «Химпром»                                                   | 2                     |

Троллейбусный транспорт
| кол-во троллейбусов      | 42       |
| ------------------------ | -------- |
| число маршрутов          | 4        |
| протяжённость маршрутов  | 121,9 км |
| число тяговых подстанций | 3        |

| №   | маршрут |
| --- | --- |
| 52  | мкр. «Иваново» — маг. «Сокол» — Пл. Победы — Комсомольская ул. — маг. «Каблучок» — маг. «Весна» — Советская ул. — АТП-6 — Троллейбусное управление — дер. Ольдеево — «Железобетон» — «Стройдеталь» — ТЭЦ-3 — АО «Химпром»                                                                                |
| 53  | шк. № 19 — Первомайская ул. — Дом Правосудия — Школа искусств — Детский городок — Ельниковская роща — маг. «Весна» — Советская ул. — АТП-6 — Троллейбусное управление — дер. Ольдеево — «Железобетон» — «Стройдеталь» — ТЭЦ-3 — АО «Химпром»                                                             |
| 54к | мкр. «Иваново» — маг. «Сокол» — Пл. Победы — Комсомольская ул. — маг. «Каблучок» — маг. «Весна» — к/т «Атал» — Соборная площадь — Дом быта «Орион» — Пионерская ул. — рынок «Новочебоксарский» — Детская больница — ф-ка «Пике» — м-н «Турист» — шк. № 13 — Юраково                                      |
| 55к | АО «Химпром» — ТЭЦ-3 — Стройдеталь — Железобетон — дер. Ольдеево — Троллейбусное управление — АТП-6 — Советская ул. — маг. «Весна» — к/т «Атал» — Соборная площадь — Дом быта «Орион» — Первомайская ул. — рынок «Новочебоксарский» — Детская больница — ф-ка «Пике» — м-н «Турист» — шк. № 13 — Юраково |

Маршрутные такси
| №   | маршрут | кол-во машин на линии |
| --- | --- | --------------------- |
| 11  | ул. Воинов-Интернационалистов — ул. 10-й Пятилетки — Ельниковский проезд — ул. Винокурова — мкр. Иваново — ООО «Нерудстром» | 15                    |
| 12  | ул. Воинов-Интернационалистов — ул. Винокурова — Молодёжная ул. — ост. Химтехникум (летом до ост. Новочебоксарский пляж) — ул. Винокурова — ул. Строителей — ул. Воинов-Интернационалистов | 15                    |
| 14  | ул. Воинов-Интернационалистов — ул. Винокурова — Пионерская ул. — Советская ул. — Промышленная ул. (ж.-д. станция) | 15                    |
| 15  | Южная ул. — Первомайская ул. — Советская ул. — ул. Винокурова — мкр. Иваново — ул. Винокурова — Советская ул. — Первомайская ул. — ул. Строителей — Южная ул. | 10                    |
| 17  | к/с «Липово» — Старое Кладбище — дер. Липово — к/с «Дружба» — дер. Ольдеево — Восточная ул. — Ельниковский проезд — Медсанчасть — Пике — маг. «Турист» — ул. Воинов-Интернациналистов — маг. «Ника» — Юраково — Детская больница — Новочебоксарский рынок — Пионерская ул. — Дом быта — Соборная площадь — к/т Атал — маг. «Дубрава» — Парковая ул. — Спорткомплекс | 10                    |
| 20  | Иваново — Коммунистическая ул. — ул. Валентины Терешковой — ул. Винокурова — Советская ул. — Восточная ул. — ул. 10-й Пятилетки — ул. Воинов-Интернационалистов — ул. Винокурова — Иваново | 15                    |
| 20К | Иваново — ул. Винокурова — ул. Воинов-Интернационалистов — ул. 10-й Пятилетки — Восточная ул. — Коммунистическая ул. — Химтехникум | 15                    |

## Здравоохранение
Медицинское обслуживание жителей г. Новочебоксарска производится 9 лечебно-профилактическими учреждениями, в том числе:
- БУ «Новочебоксарская городская больница»[68],
- БУ «Новочебоксарский медицинский центр»[69] (включает в себя педиатрическое, соматическое, хирургическое, детские отделения и акушерско-гинекологические отделения),
- АУ «Новочебоксарская городская стоматологическая поликлиника»[70],
- МБУЗ «Новочебоксарский врачебно-физкультурный диспансер»[71],
- медсанчасть № 29 федерального подчинения[72]
- 4 республиканских учреждения здравоохранения: ГУЗ «Новочебоксарский противотуберкулёзный диспансер», ГУЗ «Новочебоксарский наркологический диспансер», ГУЗ «Новочебоксарский кожно-венерологический диспансер», ГУЗ «Новочебоксарский психиатрический диспансер». Также имеется страховая больничная касса. Широко развита аптечная сеть.

## Наука и образование
Работает 27 муниципальных детских садов и ещё 2 дошкольных учреждения входят в состав школ. Дополнительное образование представлено Центром творчества, спортивными школами, школами искусств, художественной и музыкальными школами.

### Школы
В городе функционируют 19 общеобразовательных учреждений: 1 гимназия; 1 лицей; 4 школы с углублённым изучением предметов; 11 общеобразовательных школ; 1 вечерняя школа; 1 специализированная (коррекционная) школа. Ученики школ города регулярно становятся призёрами и победителями региональных и всероссийских предметных олимпиад.
- Список школ Новочебоксарска

### Профессиональное образование
Учреждения среднего и начального профессионального образования решают проблему подготовки квалифицированных рабочих кадров, способных эффективно трудиться на предприятиях города.
- ГАПОУ ЧР «Новочебоксарский химико-механический техникум»[74]
- Новочебоксарский политехнический техникум[75];
- Училище олимпийского резерва
- АНПОО «Академия технологии и управления»

### Высшие учебные заведения
- Филиал Российского государственного университета физической культуры, спорта, молодёжи и туризма

## Культура и искусство
В городе функционирует 20 объектов культуры. Крупнейший из них — Дворец культуры «Химик» со зрительным залом на 800 мест, открывшийся 2 ноября 1971.
- ДК Химик
- Детская школа искусств
- Художественная школа
- Музыкальная школа
- Парк культуры и отдыха «Ельниковская роща»

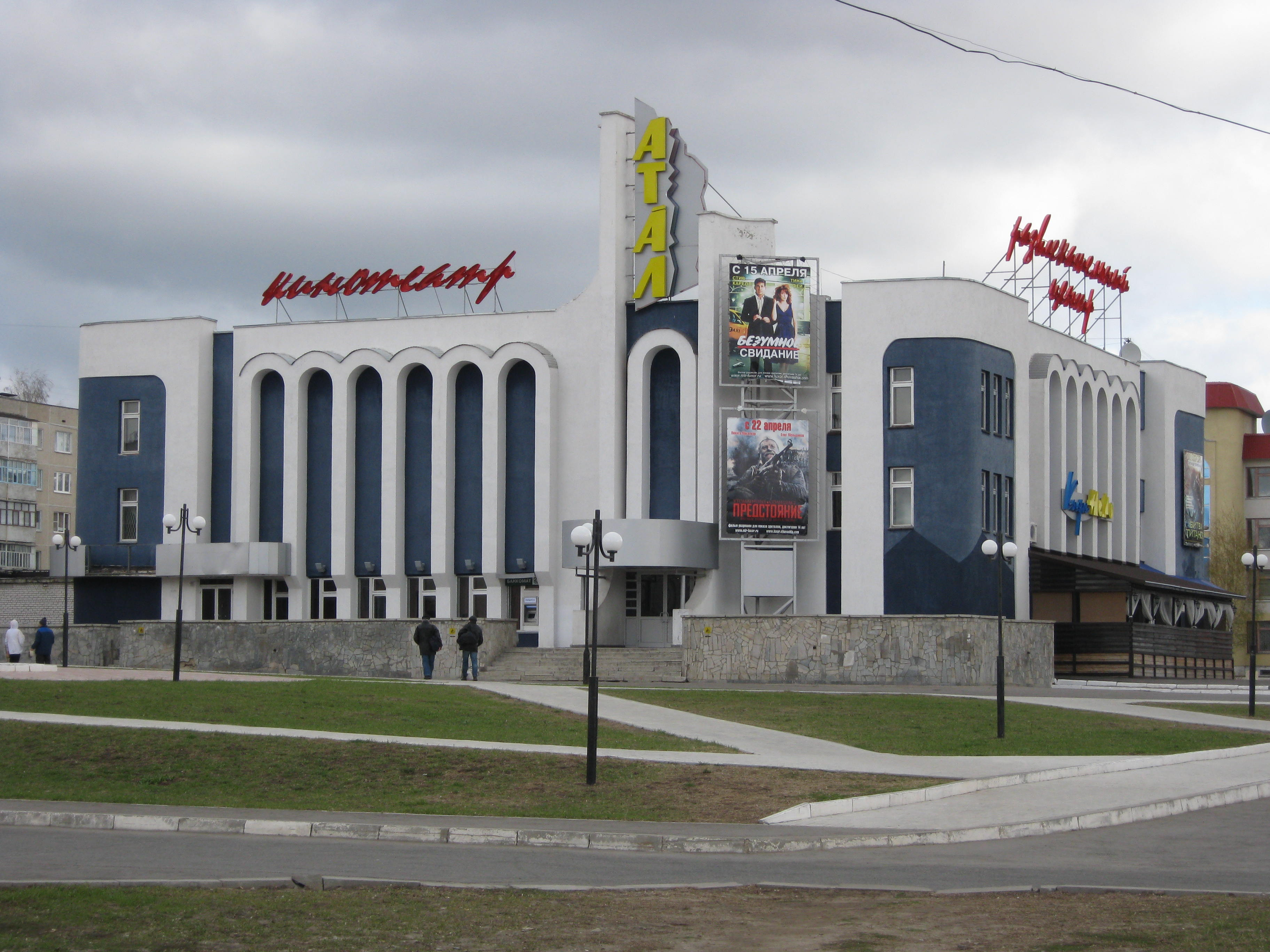
Здание бывшего кинотеатра «Атал»

### Театры и кинотеатры
- Чувашский государственный экспериментальный театр драмы
- Кинозал ДК «Химик»

### Библиотеки
- Центральная городская библиотека им. Ю.Гагарина
- Библиотека имени Н. И. Полоруссова-Шелеби
- Библиотека имени П. Хузангая
- Библиотека семейного чтения им. А. Николаева
- Библиотека семейного чтения им. С. Я. Маршака, на базе которой в 2017 году открылся литературный музей о творчестве местных писателей[76]
- Детско-юношеская библиотека
- Библиотека имени Николая Носова
- Библиотека семейного чтения имени В. И. Давыдова-Анатри

### Музеи
- Художественный музей[77]

Основан в 1983 как выставочный зал. В 1996 году выставочный зал преобразован в муниципальное учреждение культуры «Художественный музей». В основу музейного фонда входит 651 произведение художников России. Музейный фонд составляет 843 единицы хранения: это живопись, графика, скульптура, декоративно-прикладное и народное искусство. Музей предлагает посетителям экскурсии по выставкам, лекции по искусству, истории города, его первостроителях. Проводит и профессиональные встречи «Тайны ремесла» с мастерами изобразительного искусства и народными умельцами, поэтические музыкально-литературные вечера.
- Музей истории Новочебоксарска[78]

Основан в 2008 году. Молодому развивающемуся городу с уже сложившейся богатой историей есть что рассказать и показать в экспозициях нового музея. На первом этаже здания размещена администрация и архив музея, выше — экспозиции. История Новочебоксарска представлена в трёх залах, которые представляют собой прошлое, настоящее и будущее города.
- Музей гидроэнергетики

Открылся в 2008 году на Чебоксарской ГЭС. Новый музей, используя современные экспозиционные и мультимедийные технологии, знакомит с состоянием гидроресурсов земли, с прошлым гидроэнергетики и перспективами её развития, историей строительства и оборудованием Чебоксарской ГЭС, её выдающимися личностями. Особое внимание привлекают действующие макеты водосливной плотины и гидроагрегата.

### Музыка
В Новочебоксарске родились рэперы ATL и Карандаш, а также генеральный директор лейбла 100PRO Al Solo.

## Религия
Преобладающей конфессией является православие
Русская православная церковь

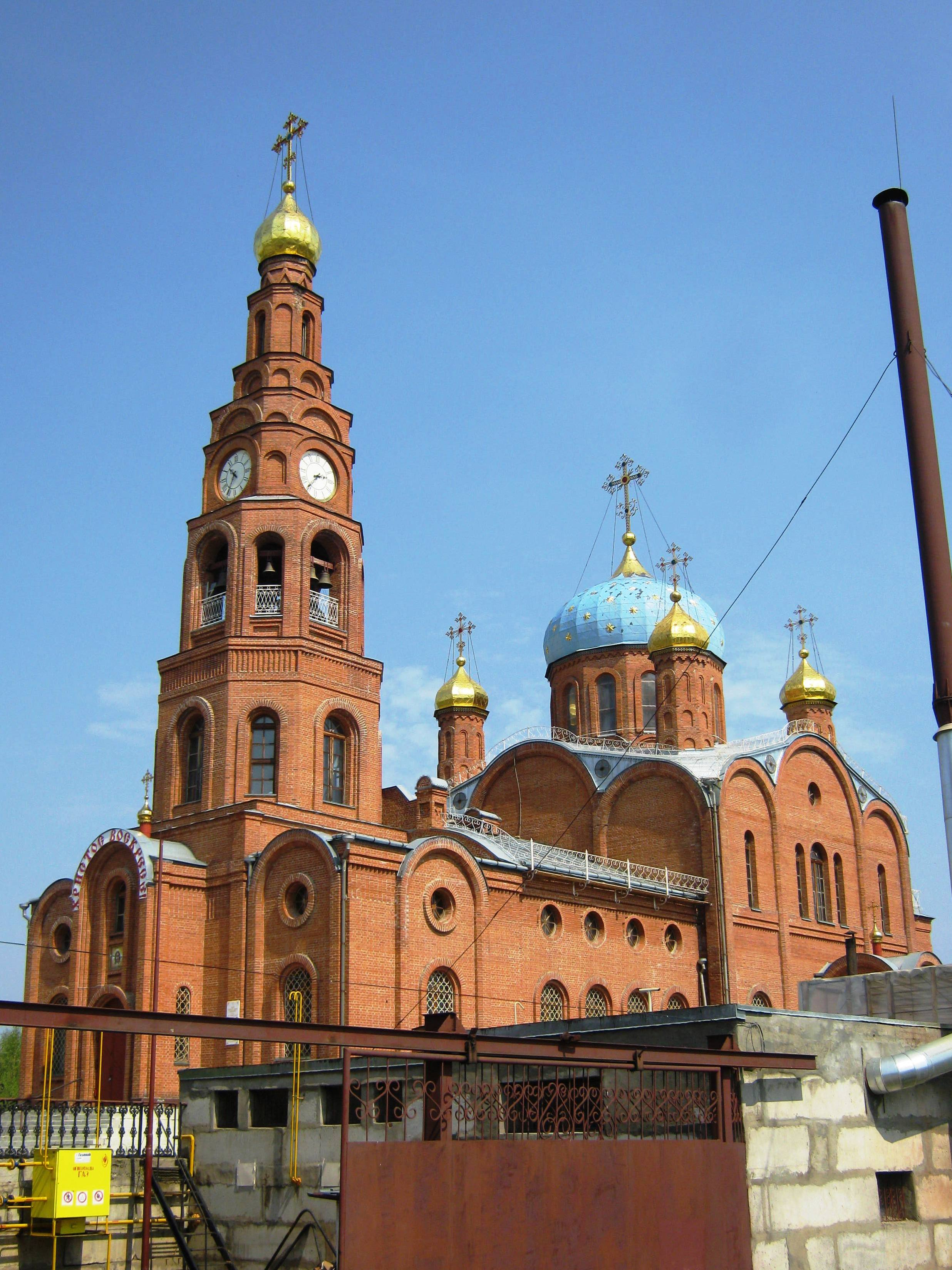
Собор Святого князя Владимира

- Собор Святого Равноапостольного князя Владимира (1994, архитектор А. Б. Орешникова)
- Храм Николая Чудотворца (на стадии строительства, действующая)
- Приход Блаженной Ксении Петербургской (микрорайон Иваново)

Ислам
- Соборная мечеть (микрорайон Иваново)

## Архитектура и достопримечательности
В Новочебоксарске установлено свыше 20 памятников монументального искусства. В их числе:
1. Памятник погибшим во время Великой Отечественной войны жителям деревень, ранее располагавшихся на месте г. Новочебоксарска (1985, архитектор Б. Шимарев) — на гранитном постаменте чеканный барельеф воина — победителя. В работе использованы бронза, гранит, медь.
2. Обелиски в Ольдеево, Иваново, Токсинеево и Банново.
3. Памятник князю Владимиру (2003, архитектор М. Виноградов) — пятиметровая фигура князя Владимира установлена на метровом гранитном постаменте; на постаменте — мемориальная доска со словами: «Святой равноапостольный князь Владимир, креститель Руси». Материал — кованая медь.
4. Стела в честь первостроителей города (2000, архитектор Александр Ильин) — пять вершин, символизирующих руку, соединены синей лентой, на которой написаны слова из песни «Главное, ребята, сердцем не стареть!», и изображена гитара — непременный атрибут молодёжи 1960—1970-х гг.
5. Обелиск в честь воинов, павших в годы ВОВ (обновлён в 2002) — обелиск в виде креста, выполненный в граните.
6. Памятник воинам, принимавшим участие в локальных войнах и военных конфликтах (2006, скульптор П. Пупин) — бронзовый солдат с автоматом в руке на фоне двух симметричных мраморных обелисков с именами героев города.
7. Памятник «Вся власть советамъ» (1985, архитектор Б. Шимарев) — на гранитной надгробной плите гравировка: «Коммунисту Ивану Семёнову». Иван Семёнов (1.3.1887 — 2.7.1919) — активный борец за установление советской власти в Чувашии, родился в деревне Ельниково. Первый председатель исполкома Алымкасинского волостного совета крестьянских депутатов, убит контрреволюционерами. Памятник выполнен в бронзе, барельеф героя на фоне знамени.
8. Декоративно-монументальная композиция в честь основания города Новочебоксарска (2003, конструктор В. Троицкий) — Композиция выполнена из нержавеющей стали. По окружности кольца надпись на чувашском и русском языках: «Город Новочебоксарск основан в 1960 году». Шпиль композиции венчает светящаяся в ночи модель атома, символизирующая отраслевой профиль ОАО «Химпром» как градообразующего предприятия и основу всего мира.
9. Скульптура молодой женщины с младенцем (2006, автор А. Зотиков). Скульптура выполнена из бронзы.
10. Статуя труженика (1965, неизвестный автор) — статуя молодого человека атлетического телосложения установлена на высоком постаменте. Правой рукой он держит молот, от молота идёт серпообразный след от спутника.
11. Фонтан «Памяти» в честь 13 деревень, вошедших в состав Новочебоксарска (2003, архитектор Н. Рожкова) — на гранях фонтана — названия 13 деревень, на которых основан современный Новочебоксарск. Каждая струя напоминает свечу. Вода — слёзы, свечи — память. У народа нет будущего без прошлого.
12. Монумент жертвам Чернобыльской АЭС и других техногенных катастроф (2003, скульптор М. Виноградов) — на гранитном постаменте «горит огонь», в огне плавится капля крови, пронзённая тремя лучами радиации (альфа, бета, гамма). Материал — кованая медь.
13. Памятник воинам-интернационалистам (2000) — памятник представляет собой бронетранспортёр, установленный на двухметровом постаменте. На постаменте надпись «Слава воину — победителю». БТР предоставлен военной кафедрой Чувашского госуниверситета.

## Городские СМИ
Представлены газетами «Грани», «Спортивный вестник», «Прогород». С 1995 года издаётся журнал «К здоровью через культуру». Теле- и радиокомпании представлены Новочебоксарским ТВ (НКТВ).

## Спорт

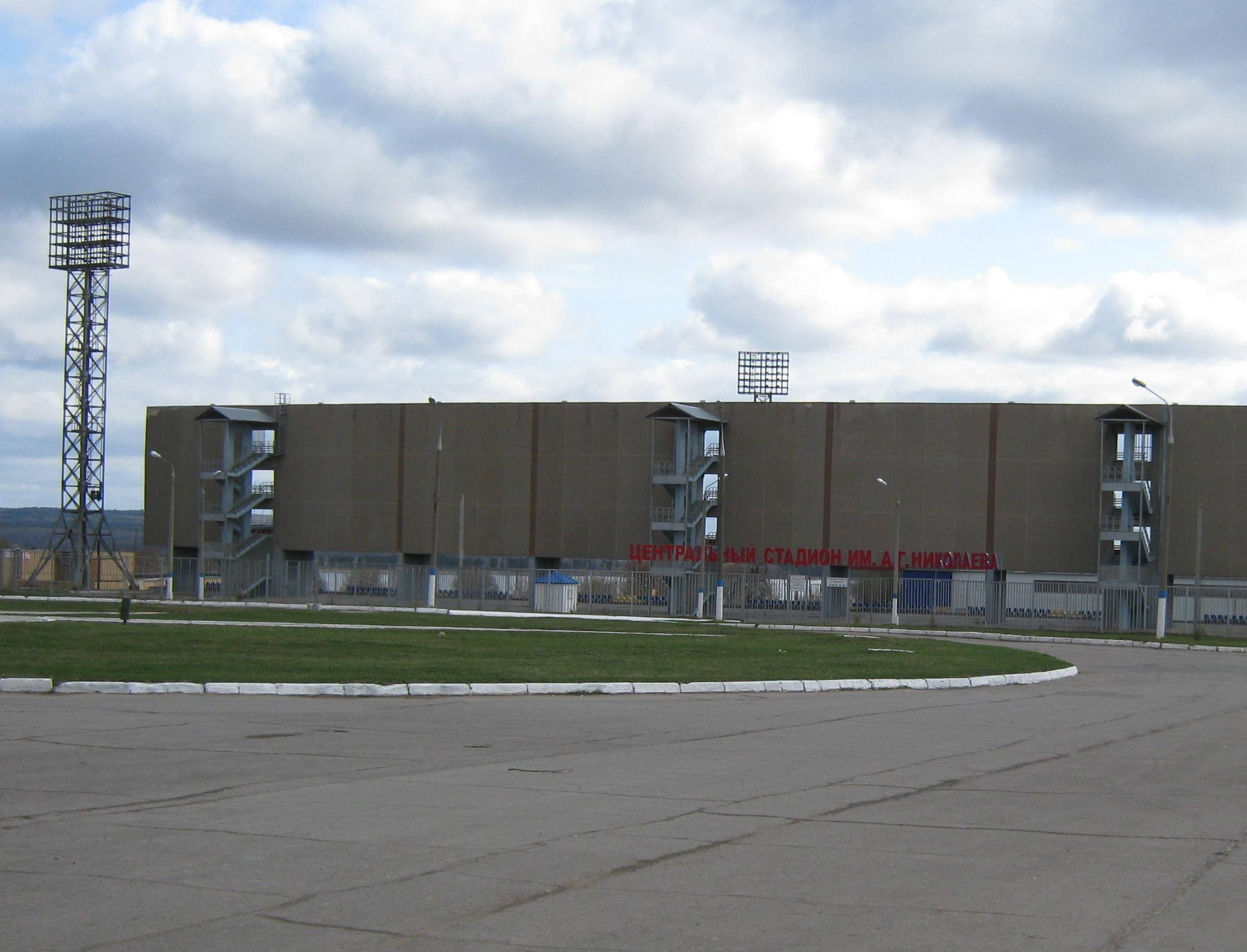
Центральный стадион им. А. Г. Николаева

Крупнейшие спортивные объекты города:
- МБУ «СШ № 1» города Новочебоксарска
- МБУ «СШ № 2» города Новочебоксарска (в том числе ФОК «Дельфин»)
- АУ «Центральный стадион им. А. Г. Николаева» города Новочебоксарска
- АУ «СШОР № 3» Минспорта Чувашии (Спорткомплекс)
- БУ «СШОР № 4» Минспорта Чувашии (ледовый дворец «Сокол»)
- БУ «СШ по конному спорту» Минспорта Чувашии
- Спортивные кружки на базе МБОУДО «ЦРТДиЮ им. А. И. Андрианова» города Новочебоксарска
- СК «Солнечный»
- Плавательных бассейнов — 7

В городе базируется хоккейный клуб «Сокол». Также город представляют волейбольная команда «Сокол», 3 футбольные команды, представляющие город на Чемпионате Чувашии по футболу (Георг-Спутник, Спутник ДЮСШ № 1, ФК Бокс и ФК «ЗАРЯ»).

## Связь и телекоммуникации
- В городе существует 8 операторов сотовой связи: МТС (ПАО «Мобильные Телесистемы»), Билайн (ПАО «Вымпелком»), Ростелеком (ПАО «Ростелеком»), t2 (ООО «Т2 Мобайл»)[83] (на базе сети t2 работают следующие присутствующие виртуальные сотовые операторы: Сбермобайл (ООО «Сбербанк-Телеком»), Т-Мобайл (АО «Т-Банк»)), Мегафон-Поволжье (ПАО «Мегафон») и Yota (ООО «Скартел»). Основные стандарты связи: GSM (2G), UMTS (3G) и LTE (4G).[84].
- Услуги стационарной телефонии осуществляет предприятия ПАО «Ростелеком», ООО «Инфолинк» и АО «ЭР-Телеком». Нумерация фиксированной связи Новочебоксарска — шестизначная, код города — 8352.
- Услуги кабельного телевидения предоставляют компании НКТВ (с предоставлением услуги аналогового телевидения), Ростелеком, ЭР-Телеком, Инфолинк, Мегафон
- Основные компании, осуществляющие доступ в интернет: ООО «НКТВ» (NovoNet), ПАО «Мегафон» (Wifire (ранее ChebNet)), ПАО «Ростелеком», ООО «Инфолинк» и АО «ЭР-Телеком» (ДОМ.ru).
- Передачу магистрального интернет-трафика осуществляют ПАО «МегаФон» (ранее МСС-Поволжье), ПАО «Старт Телеком» (ООО «МТТ Group»), ПАО «Вымпел-Коммуникации» (ранее Golden Telecom) и ПАО «Ростелеком».

В Новочебоксарске работают следующие телеканалы:
| Название                | Частота    |  | Название         | Частота    |
| ----------------------- | ---------- |  | ---------------- | ---------- |
| Первый канал            | 191,25 МГц |  | Россия 1-Чувашия | 77,25 МГц  |
| ТВ Центр                | 207,25 МГц |  | НТВ              | 487,25 МГц |
| Россия-К                | 59,75 МГц  |  | Матч ТВ          | 183,25 МГц |
| ТНТ                     | 111,25 МГц |  | Пятый канал      | 335,25 МГц |
| РЕН ТВ                  | 159,25 МГц |  | СТС              | 223,25 МГц |
| Домашний-Новочебоксарск | 127,25 МГц |  | Че               | 399,25 МГц |
| ТВ3                     | 143,25 МГц |  | LUXE TV          | 383,25 МГц |
| Ю                       | 271,25 МГц |  | Discovery        | 239,25 МГц |
| Звезда                  | 471,25 МГц |  | ТНВ              | 415,25 МГц |
| Союз                    | 175,25 МГц |  | Карусель         | 367,25 МГц |
| TV XXI                  | 319,25 МГц |  | RU.TV            | 383,25 МГц |
| РБК                     | 351,25 МГц |  |                  |            |
| Россия 24-Чебоксары     | 447,25 МГц |  |                  |            |

В Новочебоксарске доступны следующие FM-радиостанции:
| Название                    | Частота   |  | Название                   | Частота   |
| --------------------------- | --------- |  | -------------------------- | --------- |
| Новое радио                 | 95,4 МГц  |  | Национальное радио Чувашии | 95,9 МГц  |
| Радио МИР                   | 96,5 МГц  |  | Радио ENERGY               | 96,9 МГц  |
| Вести FM                    | 98,5 МГц  |  | Радио Маяк                 | 99,5 МГц  |
| Радио России / ГТРК Чувашия | 99,9 МГц  |  | Тăван Радио                | 100,3 МГц |
| Дорожное Радио              | 100,7 МГц |  | Авторадио                  | 101.5 МГц |
| Радио Родных Дорог          | 102,0 МГц |  | Европа Плюс                | 102,5 МГц |
| Детское радио               | 103,0 МГц |  | Ретро FM                   | 103,5 МГц |
| Love Radio                  | 104,2 МГц |  | Радио Дача                 | 105,7 МГц |
| Радио Книга (ПЛАН)          | 106,2 МГц |  | Русское радио              | 107,0 МГц |
| Радио Звезда                | 107,9 МГц |  |                            |           |

## Город в массовой культуре
- Новочебоксарск упоминается в фильме «ON и Она» (2024) во время игры в города между главной героиней и искусственным интеллектом. Искусственный интеллект сначала посчитал Новочебоксарск набором букв, а потом синонимом к слову «печаль». Это отсылка на то, что в данном городе родился режиссёр данного фильма Евгений Корчагин[87].

## Города-побратимы
- Климовск (Россия)
- Стерлитамак (Россия)
- / Феодосия (Россия/Украина)
- Жатец (Чехия)
- Карши (Узбекистан)